# Penicillium arenicola
Penicillium arenicola är en svampart som beskrevs av Chalab. 1950. Penicillium arenicola ingår i släktet Penicillium och familjen Trichocomaceae.   Inga underarter finns listade i Catalogue of Life.